# Привальне (Омська область)
Привальне (рос. Привальное) — село у Азовському німецькому національному районі Омської області Російської Федерації.
Належить до муніципального утворення Азовське сільське поселення. Населення становить 863 особи.

## Історія
Згідно із законом від 30 липня 2004 року органом місцевого самоврядування є Азовське сільське поселення.

## Населення
| 1917 | 1926 | 1939 | 1959 | 2002 | 2003 | 2006 |
| ---- | ---- | ---- | ---- | ---- | ---- | ---- |
| 358  | ↗704 | ↗705 | ↗900 | ↘850 | ↘820 | ↗880 |
| 2010 |      |      |      |      |      |      |
| ↘863 |      |      |      |      |      |      |